# Arcadia (Oklahoma)
Arcadia – miasto w Stanach Zjednoczonych, w stanie Oklahoma, w hrabstwie Oklahoma.